# Réflectron

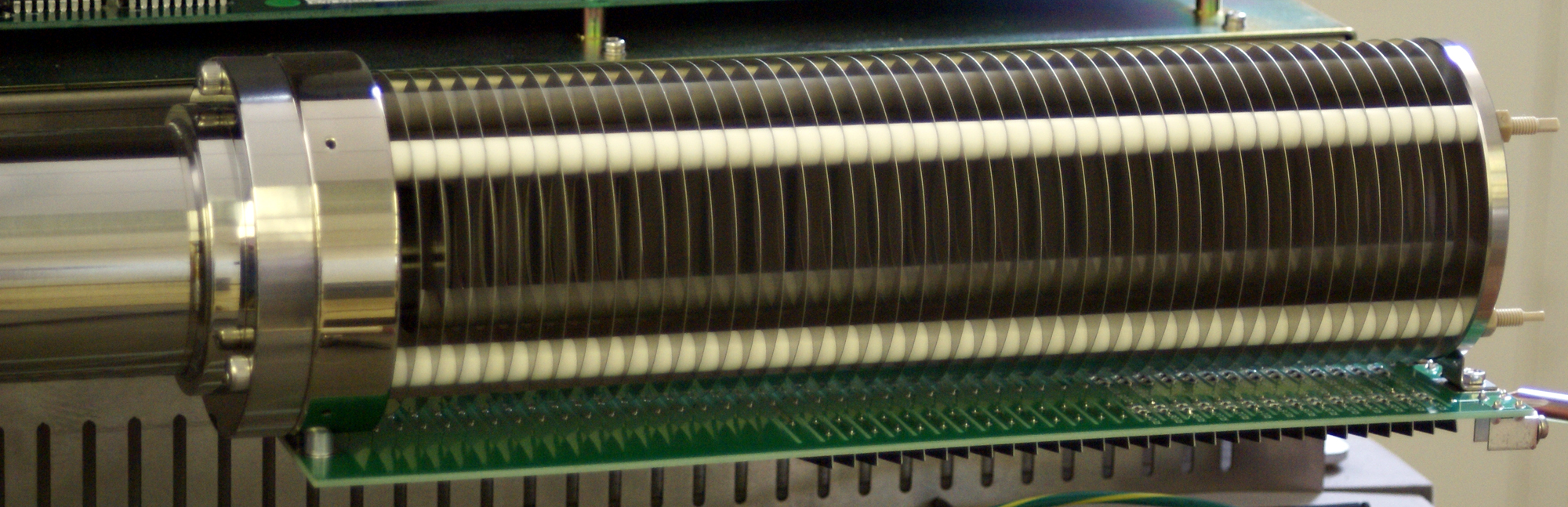
Empilement des électrodes d'un réflectron de spectromètre de masse. Chaque électrode est polarisée au potentiel requis pour produire des équipotentielles régulièrement espacées.

Un réflectron également appelé miroir électrostatique est un dispositif utilisé en optique des particules chargées qui met en œuvre un champ électrique statique pour inverser la direction des trajectoires des particules chargées. Le réflectron est surtout utilisé en optique ionique, notamment dans les spectromètres de masse à temps de vol car il permet à des ions dotés du même rapport de la masse à la charge m/z, mais d'énergie cinétique différente d'arriver sur un détecteur au même instant sous réserve que le détecteur soit correctement placé au « plan de focalisation en temps ». Le réflectron a été inventé par le Russe Boris Aleksandrovich Mamyrin en 1973,.

## Principe de la focalisation en temps

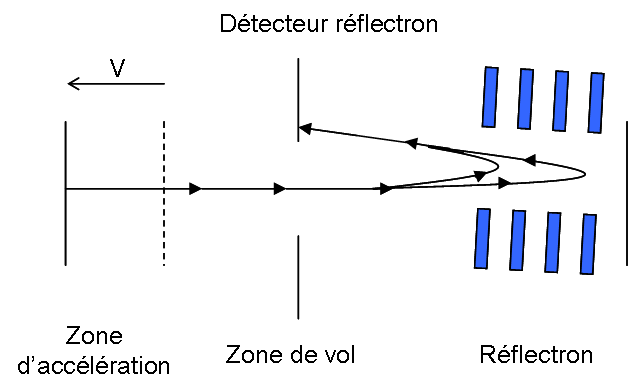
Trajectoire d'un ion dans l'analyseur à temps de vol équipé d'un réflectron

Le réflectron réalise une focalisation en temps pour des ions de même masse ou plus exactement de même rapport m/z, ce qui les rend particulièrement intéressant en spectrométrie de masse en temps de vol qui vise à opérer une discrimination en masse par la lecture du temps de vol.
Avant de pénétrer dans le réflectron, les ions ayant été accélérés, en première approche, avec le même  champ électrique d'accélération, ils sont tous dotés approximativement de la même énergie cinétique et par conséquent, leurs vitesses seront inversement proportionnelles à la racine carrée du rapport m/z. La séparation des ions dépendra de la vitesse acquise lors de la phase d'accélération. Les ions de rapport m/z plus petit parviendront au détecteur les premiers. En première approche, les ions de même rapport m/z arriveront sur le détecteur au même instant dans la mesure où ils sont émis avec la même énergie initiale, au même instant et à la même position.

Dans la pratique, les limitations instrumentales font que cette condition n'est jamais complètement réalisée: ainsi deux ions identiques, pourront être dotés d'une énergie un peu différente, c'est-à-dire que leurs vitesses respectives ne sont pas identiques et qu'en l'absence de réflectron ils n'arriveraient pas sur le détecteur au même instant, créant ainsi une incertitude en masse, puisque c'est le temps de vol qui est utilisé pour mesurer la masse. Le réflectron permet de compenser la dispersion en énergie des ions. Il ne permet pas de compenser une différence de temps de départ. 

Le réflectron produit un champ électrique qui ralentit les ions jusqu'à inverser leurs vitesse. Les ions les plus énergétiques donc plus rapides ont pris de l'avance, mais ils pénètrent plus profondément dans le réflectron, ce qui leur fait perdre du temps avant d'être à nouveau accélérés à une vitesse supérieure. Il existe une position, en aval du réflectron où la pénalité en temps compense exactement l'avantage des ions les plus énergétiques. C'est à ce plan de focalisation temporelle des ions de même rapport m/z que l'on place le détecteur.

Par ailleurs, le réflectron permet d'allonger la distance de vol sans pour autant augmenter la taille de l'analyseur : les ions mettent plus de temps pour atteindre le détecteur, et réduisent aussi leur dispersion en temps, la résolution s'en trouve donc grandement améliorée.

## Réflectron simple et réflectron à double zone

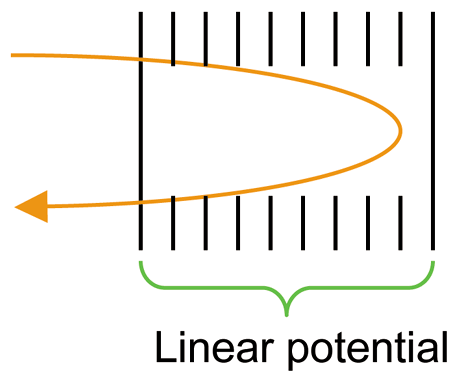
Schéma d'un réflectron simple.

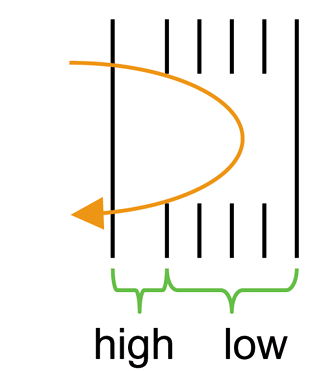
Schéma d'un réflectron à double zone.

Un réflectron simple consiste en une seule zone où est produit un champ électrique linéaire ou non linéaire à un seul étage est composé d'une seule zone. 
Un réflectron à double zone comprend deux régions. Dans la première région, le champ électrique est sensiblement plus grand que dans la seconde, ce qui permet de réduire les aberrations temporelles du second ordre.

## Réflectron courbe et réflectron quadratique
Dans un réflectron courbe le champ retardateur est non-linéaire et les tensions appliquées sur les électrodes normalement équipées d'une grille suivent la relation   R2 = V2 + x2, où x est la distance par rapport à l'entrée du réflectron, V est la tension de l'électrode considérée et R est une constante,.
Dans un réflectron quadratique, le champ électrique varie comme le carré de la distance par rapport à l'entrée du réflectron pour que l'énergie cinétique soit compensée au-delà du premier ordre.

## Applications
- Spectrométrie de masse
- Spectrométrie de masse à ionisation secondaire
- Sonde atomique tomographique
- MALDI-TOF